# Séries 200 - Shinkansen
Os Shinkansen da série 200 foram a segunda geração de desenho Shinkansen, dedicados para linhas de alta velocidade no Japão, as linhas Tohoku Shinkansen e Joestu Shinkansen. A série 200 na realidade é mais antiga que a série 100, tendo sido construídos entre 1980 e 1986.
O estilo dos comboios desta série lembra os Shinkansen série 0 (embora algumas das últimas unidades tivessem o 'nariz aguçado' do Shinkansen série 100), mas são mais lentos e mais potentes, pois as linhas onde circularam eram montanhosas e tinham troços com desníveis íngremes. Estas linhas também estão sujeitas à queda de neve, pelo que estes comboios têm limpa-neves incorporados tal como equipamento de protecção contra a queda de neve.
Estes comboios eram originalmente pintados com cor de creme com uma banda verde nas janelas e no fundo da carroçaria das carruagens, mas um certo número de conjuntos foi repintado de branco na parte superior e azul escuro numa faixa ao longo das janelas a partir de 1999.
As primeiras unidades eram capazes de atingir os 210 km/h, mas as últimas eram capazes de fazer 240 km/h, e quatro foram convertidas para serem capazes de atingir os 275 km/h. Algumas unidades também foram modificadas para possuir acopladores retrácteis no 'nariz' para acoplamento com os conjuntos de mini-Shinkansens, os Yamagata Shinkansen 'Tsubasa' e o Akita Shinkansen 'Komachi', embora estes já não estejam mais em serviço.
A retirada das primeiras unidades começou em 1997, e as últimas não alteradas ainda existentes espera-se que sejam retiradas ao longo de 2006.